# Air Polynésie
 (février 2009).
Si vous disposez d'ouvrages ou d'articles de référence ou si vous connaissez des sites web de qualité traitant du thème abordé ici, merci de compléter l'article en donnant les références utiles à sa vérifiabilité et en les liant à la section « Notes et références ».
"Au service de Tahiti et ses Iles"
Air Polynésie, nouveau nom de Réseau Aérien Interinsulaire (RAI) était une compagnie aérienne française inter-insulaire en Polynésie française et l'ancien nom de l'actuelle compagnie aérienne "Air Tahiti ".

## Histoire
Établi en 1953, sous le nom de "Régie Aérienne Interinsulaire" puis "Réseau Aérien interinsulaire" (R.A.I), par le gouvernement polynésien après la reprise d'une petite compagnie privée du nom d'Air Tahiti, ce n'est qu'en 1958 que TAI (Transports Aériens Intercontinentaux) qui devient plus tard UTA, achète Air Tahiti.
Le rôle principal d'Air Polynésie pour sa maison mère, est de prolonger les lignes long-courrier de l'UTA vers les destinations locales.
Elle est surnommée « Air Po » par les Polynésiens qui transportait passagers, fret et courriers et qui a permis par la suite de nombreuses ouvertures d'hôtels favorisant le tourisme dans des iles jusque-là non desservies.
En 1970, Air Polynésie desservait 6 destinations à travers les différentes îles de la Polynésie française et 11 en 1972 (Iles sous le vent, Iles australes, Iles Gambier, Iles marquises et Iles Tuamotu.
Elle avait transporté 117 882 passagers en 1970 et près de 180 000 en 1972 à bord de ses avions De Havilland Canada DHC-6 Twin Otter, Douglas DC-4 ou Short Sunderland Bermuda.
Au 1er janvier 1973, la flotte était de 6 appareils, un Douglas DC-4, deux Fokker, un Twin-Otter et deux Britten Norman "Islander", des petits bimoteurs d'une dizaine de place ayant la réputation d'être des avions de "brousse" permettant l'atterrissage sur des pistes aux dimensions les plus réduites et les moins bien aménagées.
En 1974, elle exploitait des Fokker 27 et Britten Norman puis en 1979 des Fokker Friendship et Twin Otter de Havilland.
Le nom d'Air Polynésie ne fut qu'adopté en 1970, pour reprendre plus tard le nom d'Air Tahiti en 1986 lorsque UTA vendit ses parts d'Air Polynésie à des intérêts locaux.
Trente-deux destinations sont alors desservies dans les îles en 1986 par Air Polynésie,.